# Frédéric-Léopold de Stolberg-Stolberg
Le comte Frédéric-Léopold de Stolberg-Stolberg (Friedrich Leopold zu Stolberg-Stolberg) est un membre de la branche cadette de la Maison de Stolberg né à Bramstedt en 1750 et mort à Sondermuhlen en 1819. Il est connu pour son œuvre poétique.

## Biographie
Sa sœur cadette Augusta-Louise de Stolberg-Stolberg, correspondait avec Goethe. Son frère aîné, le comte Christian de Stolberg-Stolberg (1748-1821) composa avec lui des poésies lyriques, des poésies patriotiques, etc. Sa belle-sœur, née Louise de Reventlow, fut une salonnière et une femme politique réputée qui exerça une influence certaine sur le monde politique et culturel tant au Danemark que dans l'espace Germanique et tout comme sa belle-sœur correspondait avec Goethe.
Il abjure, en 1800, le luthéranisme pour se convertir au catholicisme.
Ses œuvres les plus connues sont : "Iambes" (1784), recueil de poèmes, et "L'Île" (1788), roman. Il est aussi l'auteur d'une "Histoire de la religion chrétienne" (1806-1818). Plusieurs de ses poèmes ont été mis en musique par Franz Schubert, notamment "Auf dem Wasser zu singen" ou "Des Lebens Tag ist schwer und schwül (Die Mutter Erde)".